# ألكساندرس تشيكولاييفس
ألكسندر تشيكولايفس (مواليد 10 سبتمبر 1985) هو لاعب كرة قدم لاتفي يلعب كمهاجم. يُعد تشيكولايفس مشهورًا على نطاق واسع بقدرته على تسجيل الأهداف. سجل 46 هدفًا في موسم 2011 من الدوري الإيطالي، وتم اختياره في المركز الثالث كأفضل هداف في العالم لهذا العام من قبل الاتحاد الدولي لتاريخ وإحصاءات كرة القدم.

## المسيرة الكروية

### بداية مسيرته المهنية
ولد تشيكولايفس في ريغا، وبدأ لعب كرة القدم في عام 1996. أمضى سنوات شبابه يتدرب مع أودا، ويلغافا، وجيه إف كيه أوليمبس [الإنجليزية] وأودا مرة أخرى. في عام 2006، تم اكتشاف الشاب من قبل نادي ريغا في الدوري اللاتفي العالي ووقع تشيكولاييفس أول عقد احترافي له. ولعب هناك 6 مباريات، وسجل هدفًا واحدًا، لكن سرعان ما واجه النادي صعوبات مالية، وتم إنهاء عقد تشيكولايفس الذي كان من المفترض أن يبقيه في النادي حتى عام 2008 بشكل غير رسمي. كان نادي داوغافا حريصًا على التعاقد معه، ولكن على الرغم من أن العقد مع نادي ريغا لم يعد موجودًا، إلا أن النادي أراد الحصول على رسوم انتقال. علاوة على ذلك، كان نادي ريغا مدينًا للاعبيه ولم يدفع لتشيكولاييفس أجره لأكثر من 3 أشهر. أفلس نادي ريغا في عام 2008.

### أودا
في عام 2007 انضم تشيكولايفس إلى ناديه السابق للشباب أودا على سبيل الإعارة من ريغا، حيث لعب في الدوري اللاتفي الأول. وسرعان ما أصبح أحد لاعبي الفريق الأول وأذهل الجميع بقدراته التهديفية، مسجلاً 51 هدفاً في 30 مباراة بالدوري. لم يتم اختياره كأفضل هداف في الموسم فحسب، بل حطم أيضًا الرقم القياسي لهداف الدوري على الإطلاق والذي سجله إيغور كيريلوفس في عام 2002 برصيد 47 هدفًا في موسم واحد. تم اختياره أيضًا كأفضل لاعب في الدوري اللاتفي الأول في عام 2007.

### أول الأندية في الخارج
بعد هذا الأداء الرائع، انضم تشيكولاييفس إلى داوغافا في عام 2008. ولعب هناك 21 مباراة، وسجل 3 أهداف، ولم يتمكن من الاستقرار في النادي. وبعد فترة وجيزة غادر الفريق، وسافر إلى الخارج لأول مرة في مسيرته وانضم إلى نادي ناتشود ديستني في دوري الدرجة الرابعة التشيكي [الإنجليزية]. خلال موسم واحد هناك سجل 11 هدفًا في 18 مباراة وعاد إلى داوغافا في عام 2009. بدأ موسم 2009 في الدوري اللاتفي العالي معهم، ولكن بعد 6 مباريات دون تسجيل أي أهداف، غادر إلى فيكينجور أولافسفيك [الإنجليزية]، ولعب في الدوري الأيسلندي الدرجة الثانية. ديلد كارلا. وسجل تشيكولايفس 10 أهداف في 17 مباراة مع النادي، وساعد فريقه على الفوز بالبطولة.

### ترانز نارفا
بعد موسم ناجح في أيسلندا، تم التعاقد مع تشيكولايفس من قبل نادي ترانز نارفا من الدوري الإستوني. وبعد فترة وجيزة من انضمامه للفريق، وجد نفسه لاعبًا في التشكيلة الأساسية، قادرًا على التسجيل في كل مباراة تقريبًا لعبها. وبحلول نهاية الموسم، كان قد سجل 46 هدفًا في 35 مباراة، ولم يكن فقط هداف فريقه والدوري، بل حقق أيضًا رقمًا قياسيًا جديدًا في تسجيل الأهداف في القسم. في يونيو 2012، تم اختياره ثالث أفضل هداف في أوروبا من قبل نظام نقاط الدوري الأوروبي، بفضل أهدافه الـ46، بعد كريستيانو رونالدو (46) وليونيل ميسي (50). بعد أدائه الرائع، أبدت العديد من الأندية الأوروبية اهتمامها بالتعاقد مع تشيكولاييف. خلال فترة الانتقالات الشتوية، ذهب للاختبارات مع نادي طرابزون سبور في الدوري التركي الممتاز، نادي الدوري الألماني الدرجة الثانية نادي دويسبورغ وفريق الدوري البولندي الممتاز البولندي ليخيا غدانسك. على الرغم من تسجيله رقماً قياسياً بلغ 46 هدفاً، إلا أن خبراء كرة القدم والمدربين الإستونيين اعتقدوا أن إنجازه كان ليكون أكثر روعة لو لم يكن الدوري ممثلاً بالفريق الأسوأ – نادي أياكس لاسنامي [الإنجليزية]، الذي استقبل 192 هدفاً في 36 مباراة (وهو ما كان أقل بـ 6 أهداف فقط من أسوأ نتيجة في المستويات الأوروبية العليا). سجل تشيكولايفس 18 من أهدافه ضد أياكس صاحب المركز الأخير.

### فاليتا
لم ينضم تشيكولايفس إلى أي من الفرق المذكورة سابقًا، ووقع عقدًا مع بطل الدوري المالطي الممتاز نادي فاليتا في 8 فبراير 2012. سجل هدفًا في أول ظهور له مع النادي. في المجمل، سجل تشيكولايفس 4 أهداف في 6 مباريات للنادي، ثم تم وضعه على مقاعد البدلاء لأسباب غير مفهومة. في مايو 2012، فسخ تشيكولايفس عقده مع النادي، مشيرًا إلى أنه لم يكن سعيدًا بعمل وكيله.

### لومبارد بابا
في 3 يوليو 2012، انتقل تشيكولاييفس إلى المجرية البطولة الوطنية المجرية، كوكيل حر يوقع عقدًا مع لومبارد بابا. في 1 يناير 2013، تم تسريحه من نادي لومبارد بابا تي إف سي، بعد أن لعب أربع مباريات فقط في الدوري مع النادي.

### لوبوري وسيجتون كورينثيانز
في 8 مارس 2013، أُعلن أن تشيكولايفس قد انتقل إلى نادي تي تي إم لوبوري في دوري الدرجة الأولى التايلاندي في صفقة انتقال مجانية، بعد توقيع عقد لمدة عام واحد. في 1 يوليو 2013، بعد انتهاء العقد، انتقل إلى نادي زيجتون كورينثيانز من ‏ الدرجة الأولى المالطية في صفقة انتقال مجانية، ووقع عقدًا حتى نهاية الموسم.

### إيه بي أرجير
في 1 يوليو 2014، انتقل إلى نادي الدوري الممتاز لجزر فارو إيه بي أرجير.

## الإنجازات
فيكينغور أولافسفيك ‏
- 2. ديلد كارلا: 2010

الفردية
- أفضل نتيجة في الدوري اللاتفي الأول: 2007

- أعلى نتيجة في ميستريليجا: 2011،[23]

- أفضل هداف في العالم حسب الاتحاد الدولي لتاريخ وإحصاءات كرة القدم لعام 2011

## وصلات خارجية
- performances Statistics 2001–2009
- Statistics performances in Iceland
- Statistics performances in Estonia
- ألكساندرس تشيكولاييفس  على سكروي
- Aleksandrs تشيكولاييفس
- Aleksandrs Čekulajevs على موقع الاتحاد الأوربي (الإنجليزية)
- Aleksandrs Čekulajevs على موقع قاعدة بيانات كرة القدم.إي يو (الإنجليزية)
- Aleksandrs Čekulajevs على موقع Soccerway.com (الإنجليزية)
- Aleksandrs Čekulajevs على موقع عالم كرة القدم.نت (الإنجليزية)